# Arrabidaea
- Commons
- Wikispecies

Arrabidaea é um género botânico pertencente à família Bignoniaceae.

## Sinonímia
Chasmia, Cremastus, Panterpa, Paramansoa, Pentelesia, Petastoma, Sampaiella, Stenosiphanthus, Tetrastichella, Vasconcellia

## Espécies
Este gênero apresenta 172 espécies. As principais são:
- Arrabidaea bilabiata
- Arrabidaea candicans
- Arrabidaea corallina
- Arrabidaea elegans
- Arrabidaea japurensis
- Arrabidaea rego
- Arrabidaea rotundata